# Manifestation
Pour les articles homonymes, voir Manifestation (homonymie).
Ne doit pas être confondu avec Émeute.
 (24 décembre 2017).
 (février 2024).

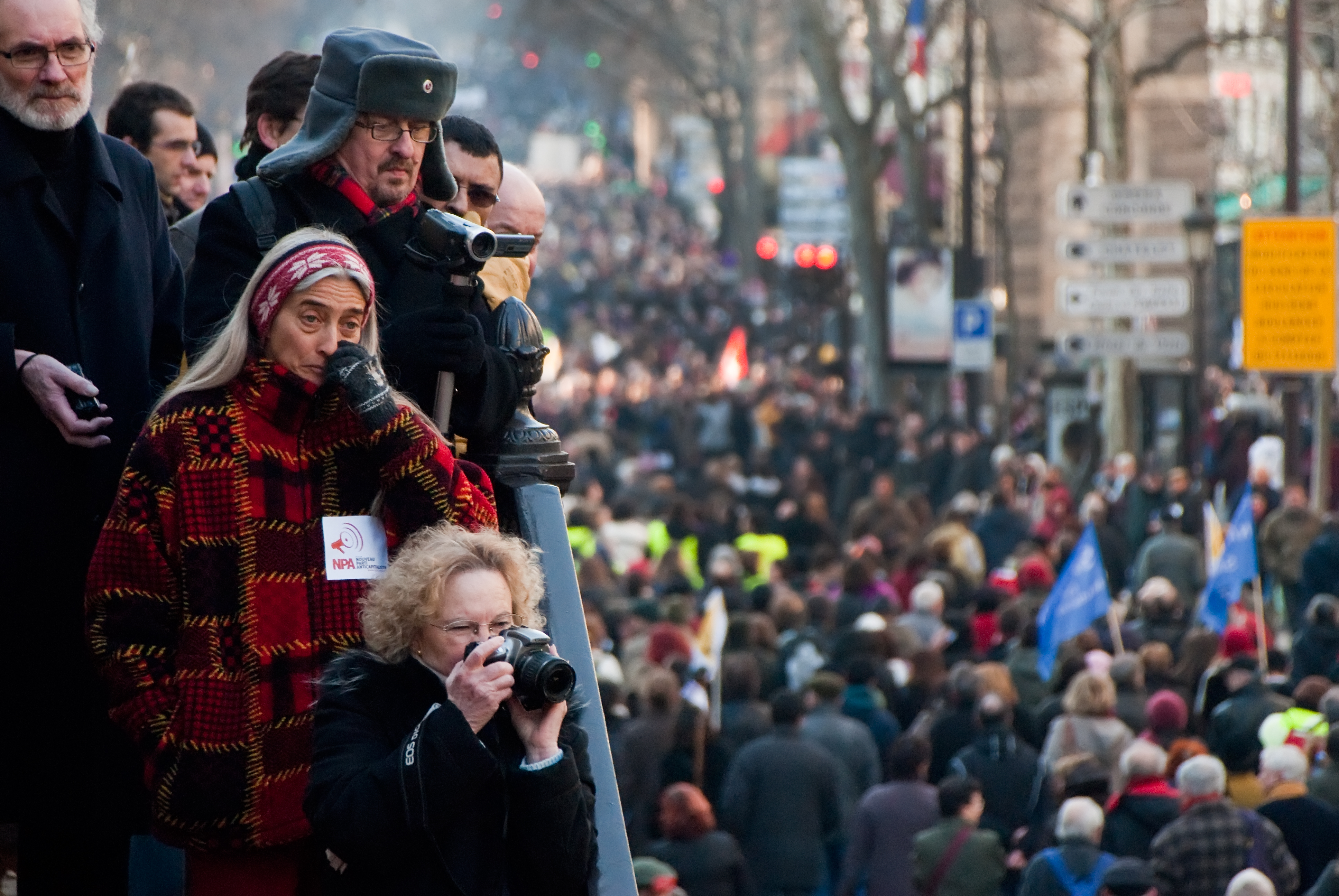
Le public se formant autour d'une manifestation.

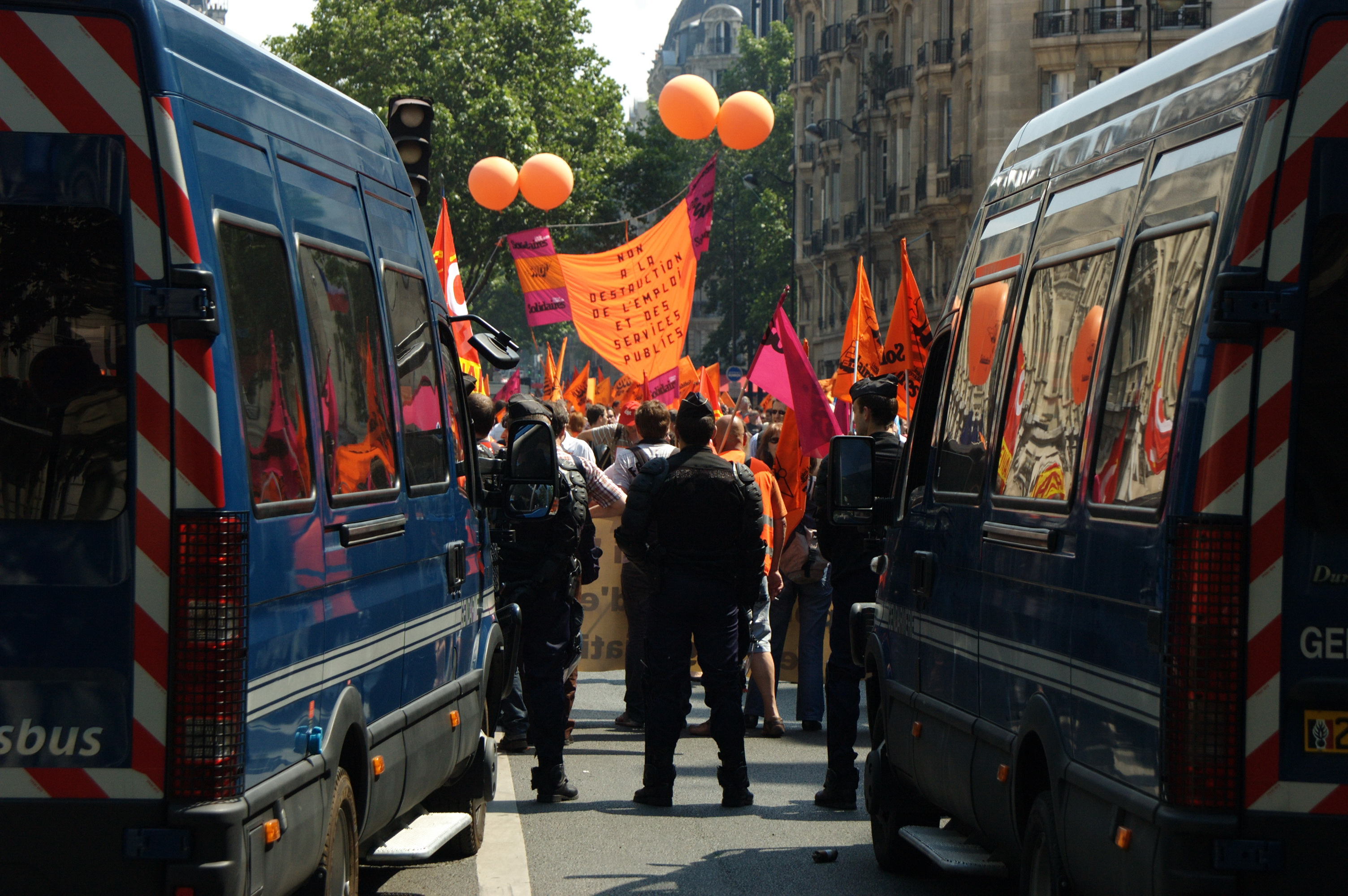
Forces de gendarmerie à l'arrivée d'une manifestation parisienne, le 10 juin 2008.

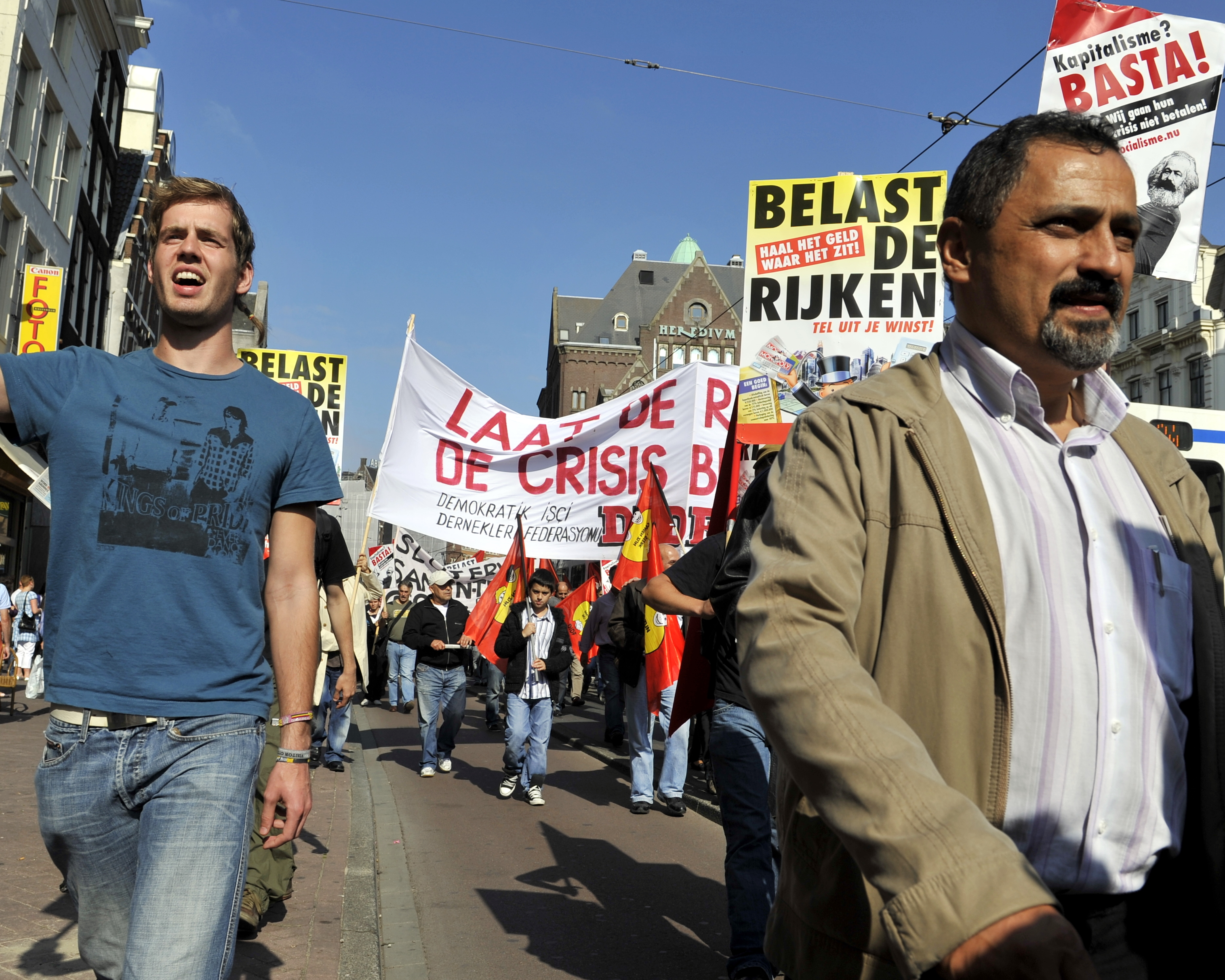
Manifestation lors de la crise des subprimes, devant la Banque des Pays-Bas.

Une manifestation est un acte collectif se prononçant en faveur ou défaveur d'une opinion politique ou pour d'autres causes. Des actions de manifestation peuvent inclure des blocages ou sit-ins. Les manifestations peuvent être pacifiques ou violentes, ou peuvent être non violentes et être émaillées d’actes violents aux dépens des circonstances. Souvent des policiers antiémeute ou autres organismes chargés de l'application de la loi et du maintien de l’ordre sont impliqués pour la contrôler.
Les manifestations sont aujourd'hui des mouvements de masse qui s'appuient de manière croissante sur les nouvelles technologies de l'information comme les réseaux sociaux.

## Droit

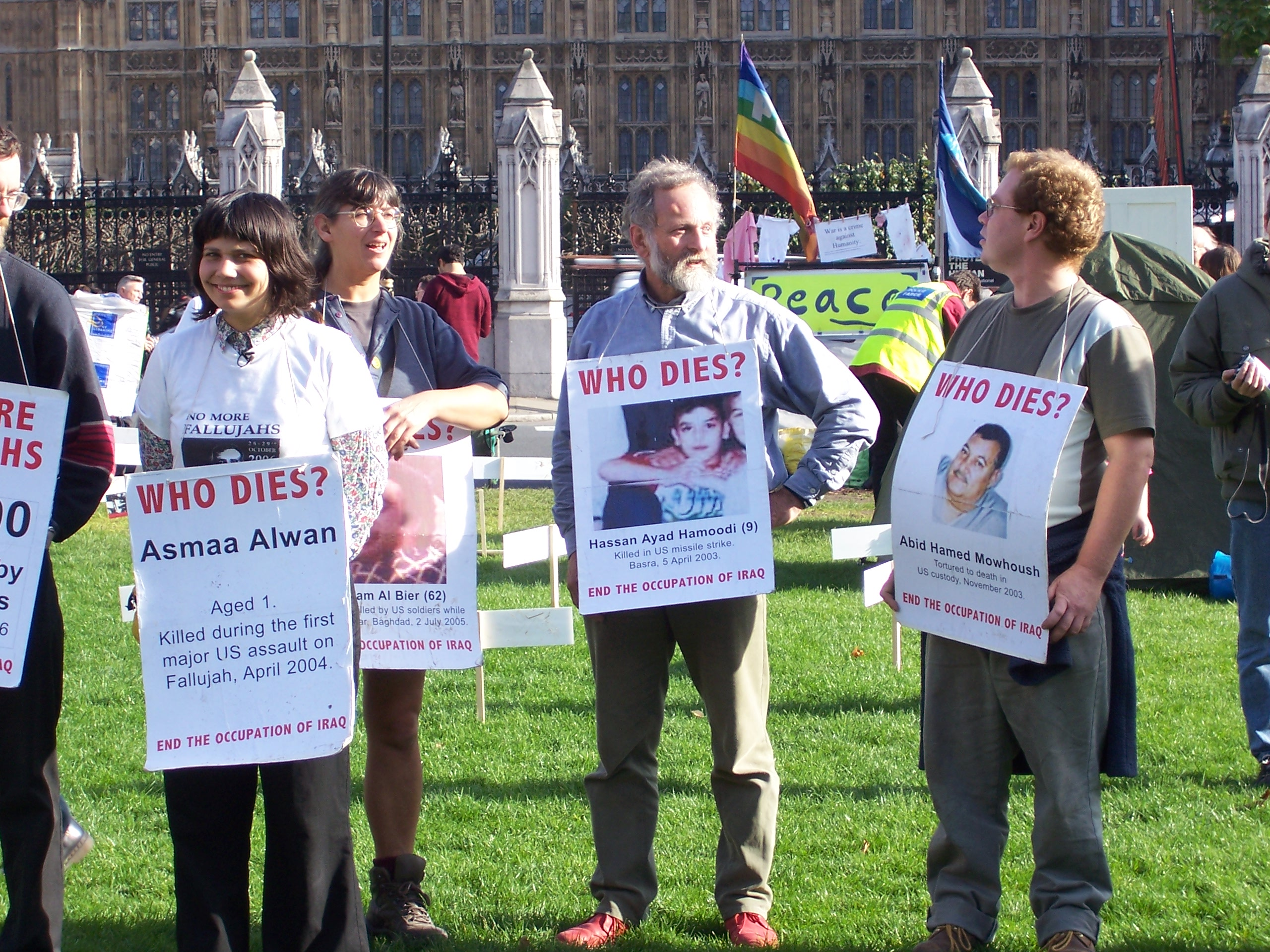
Manifestation à Londres au Royaume-Uni en 2006 contre la guerre en Irak.

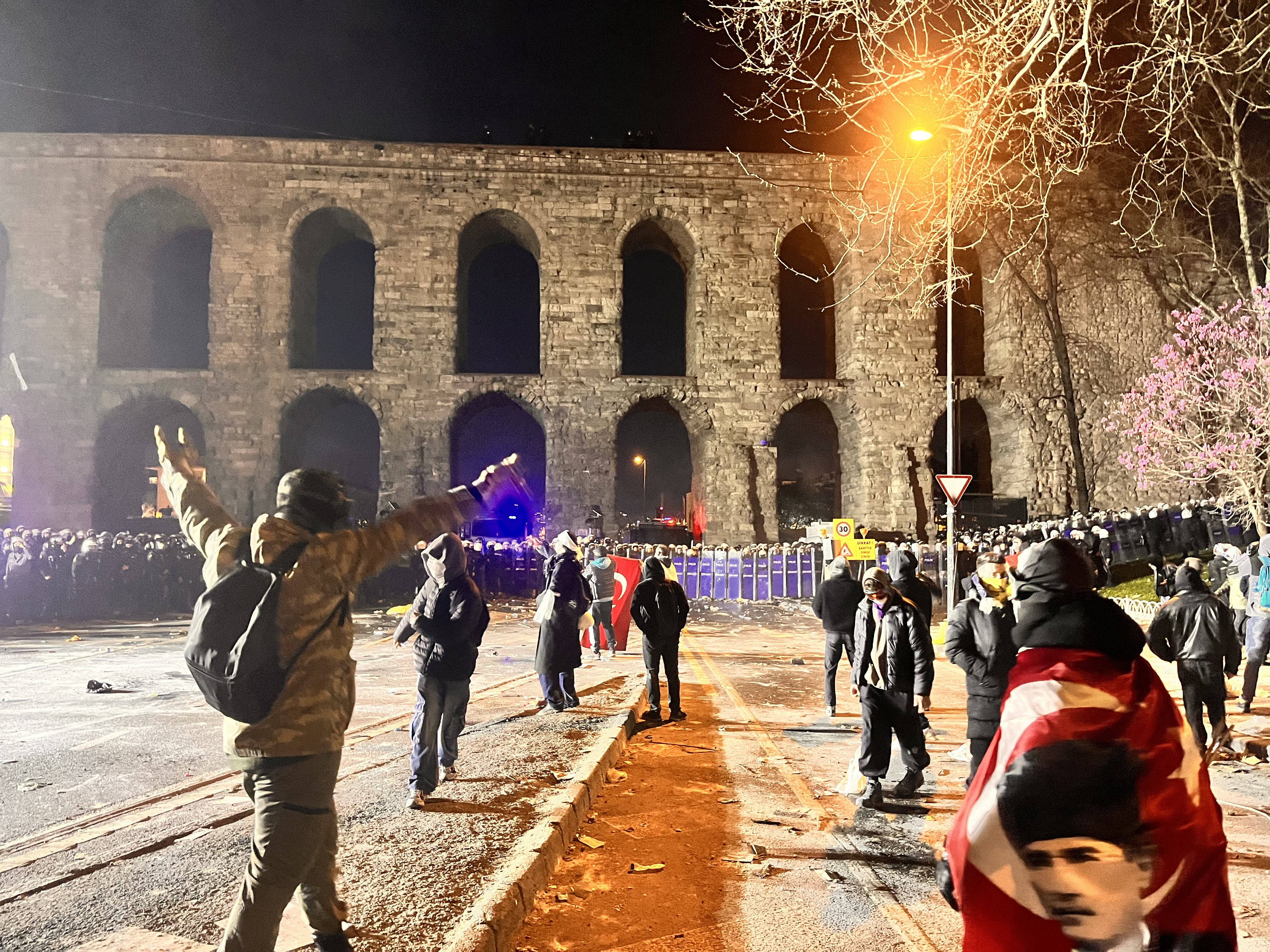
Manifestation en Turquie contre l’AKP d’Erdogan en mars 2025, (Saraçhane).

### International
Le droit de manifester pacifiquement est protégé par les conventions internationales signées par de nombreux pays.
Le droit de manifester est notamment garanti par les articles 21 et 22 du Pacte international relatif aux droits civils et politiques (droit de réunion pacifique et droit d'association). Sa mise en œuvre est contrôlé par le rapporteur spécial des Nations unies sur le droit de réunion pacifique et d’association.
En 2012, le rapporteur spécial estime que manifester pacifiquement, étant un droit fondamental, ne devrait pas être soumis à autorisation, tout au plus à une notification préalable. En 2016, il publie les « 10 principes pour la bonne gestion des rassemblements ». En 2019, son rapport s'est alarmé des entraves au droit à la liberté de réunion pacifique :

« Le Rapporteur spécial s’est dit inquiet de l’adoption par de nombreux pays de lois qui restreignent sévèrement les réunions, notamment les dispositions imposant des interdictions générales, des restrictions géographiques et des obligations de déclaration et d’autorisation préalables. […] L’obligation de demander une autorisation préalable pour tenir une manifestation pacifique [est] contraire au droit international […]. »

Le droit de manifestation est également garanti par la Convention européenne des droits de l'homme (article 10 et article 11 : libertés d'expression, de réunion pacifique et d'association).
Dans la plupart des pays démocratiques, les lois (par exemple le premier amendement de la Constitution des États-Unis : liberté d'expression et droit de réunion pacifique) permettent les manifestations et la liberté de se regrouper, qu'elles considèrent comme un droit et un contre-pouvoir.

### Canada
Le droit de manifester découle de la liberté d'expression de l'article 2b) de la Charte canadienne des droits et libertés À titre d'exemple, la Cour suprême a une jurisprudence relative au piquetage d'employés aux alentours du lieu de travail.

### France
En France, depuis le décret-loi du 23 octobre 1935, les manifestations sur la voie publique sont soumises à l'obligation d'une déclaration préalable indiquant le but de la manifestation, le lieu, la date et l'heure du rassemblement et l'itinéraire projeté. Les autorités peuvent demander aux organisateurs des modifications de parcours ou d'horaire. Elles peuvent interdire une manifestation si elles la jugent de nature à troubler l'ordre public ou si ses mots d'ordre sont contraires à la loi, mais ces interdictions sont rares.
En vertu de l'article 431-3 du Code pénal, « tout rassemblement de personnes sur la voie publique ou dans un lieu public susceptible de porter atteinte à l'ordre public […] peut être dissipé par la force publique » après les sommations d'usage. Appeler à une manifestation interdite est considéré comme un délit.
Une manifestation interdite est qualifiée par les documents officiels d'« attroupement ».
Le 22 décembre 2020, le Conseil d’État juge illicite la surveillance par la Préfecture de Police de Paris par l’utilisation de drones des manifestations.

### Suisse
En Suisse, le droit de manifester découle de la liberté d'expression et de la liberté de réunion (garanties par les articles 16 et 22 de la Constitution fédérale). Certaines constitutions cantonales prévoient explicitement une liberté de manifestation (notamment les cantons de Berne, de Fribourg, de Neuchâtel, du Valais et de Vaud).
Selon le Tribunal fédéral, « Il existe, en principe, sur la base de la liberté d'opinion, d'information et de réunion, un droit conditionnel à l'usage accru du domaine public pour des manifestations avec appel au public […] Cette situation exige qu'un ordre de priorité soit fixé entre les divers usagers et cela implique de soumettre la tenue de telles réunions à autorisation ».
Les manifestations peuvent être limitées par un système d'autorisation (droit administratif) et de répression des débordements (droit pénal). Comme pour les autres droits fondamentaux, toute restriction doit être fondée sur une base légale, justifiée par un intérêt public prépondérant et être proportionnée au but visé (article 36 de la Constitution),.
En 2020, au début de la pandémie de Covid-19 en Suisse, le Conseil fédéral a décrété une interdiction générale de manifester. Saisie par la Communauté genevoise d’action syndicale, la Cour européenne des droits de l'homme a condamné la Suisse en mars 2022 et a jugé que cela était une limitation disproportionnée de la liberté de réunion,.

## Rôle

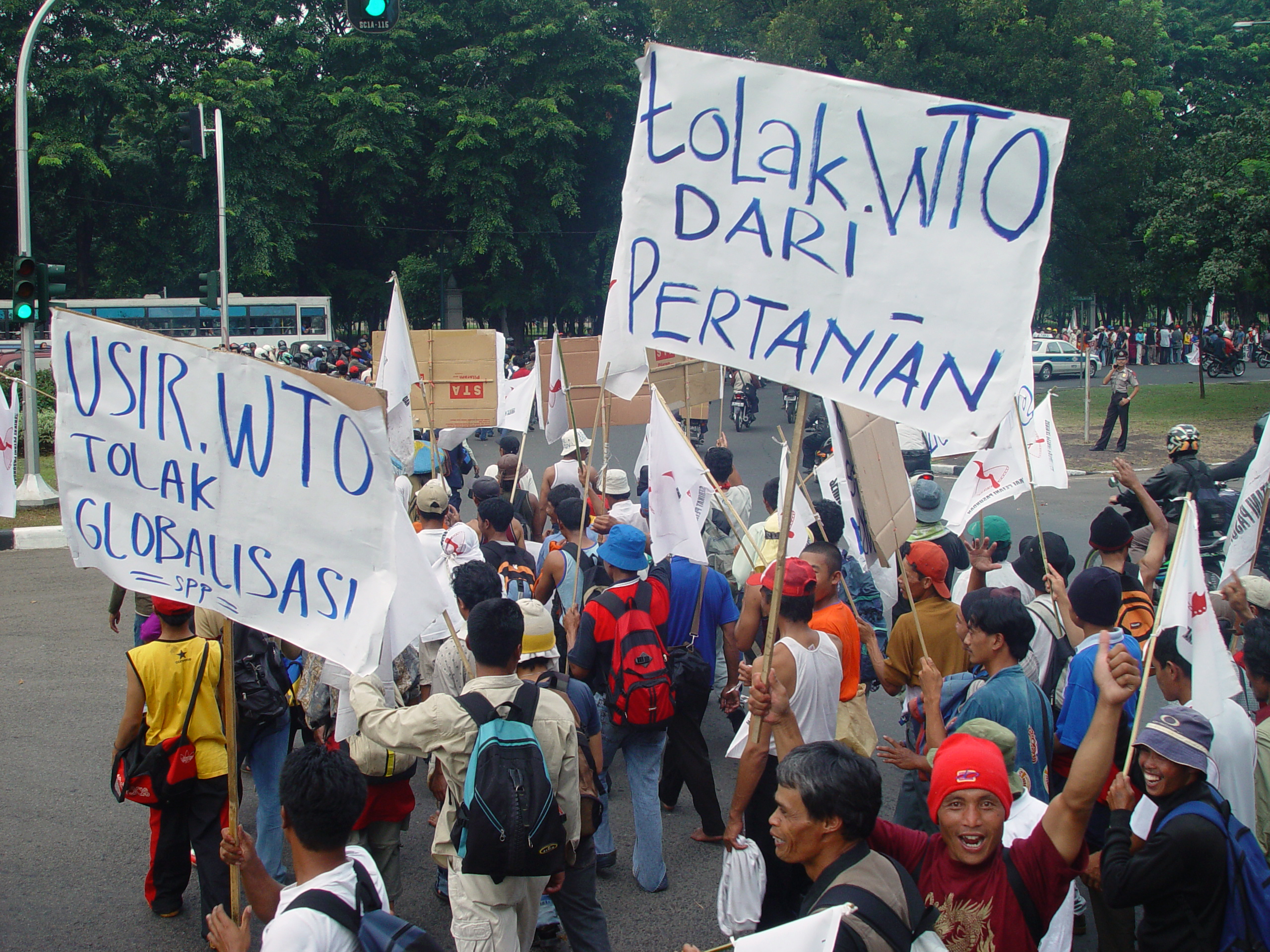
Manifestation alter-mondialiste.

Selon Guy Groux, directeur de recherches au Centre de recherches politiques de Sciences Po (CEVIPOF) et Jean-Marie Pernot, chercheur à l'Institut de recherches économiques et sociales (IRES) :

« le rôle de la manifestation [ici politique] tient en peu de mots. Partie prenante de l’expression démocratique – notamment de la démocratie directe –, la manifestation vise à influer sur l’opinion, à influencer le pouvoir politique et, ce faisant, à contribuer à la naissance de politiques publiques menant à la satisfaction des revendications qu’elle exprime »

## Slogans et chansons

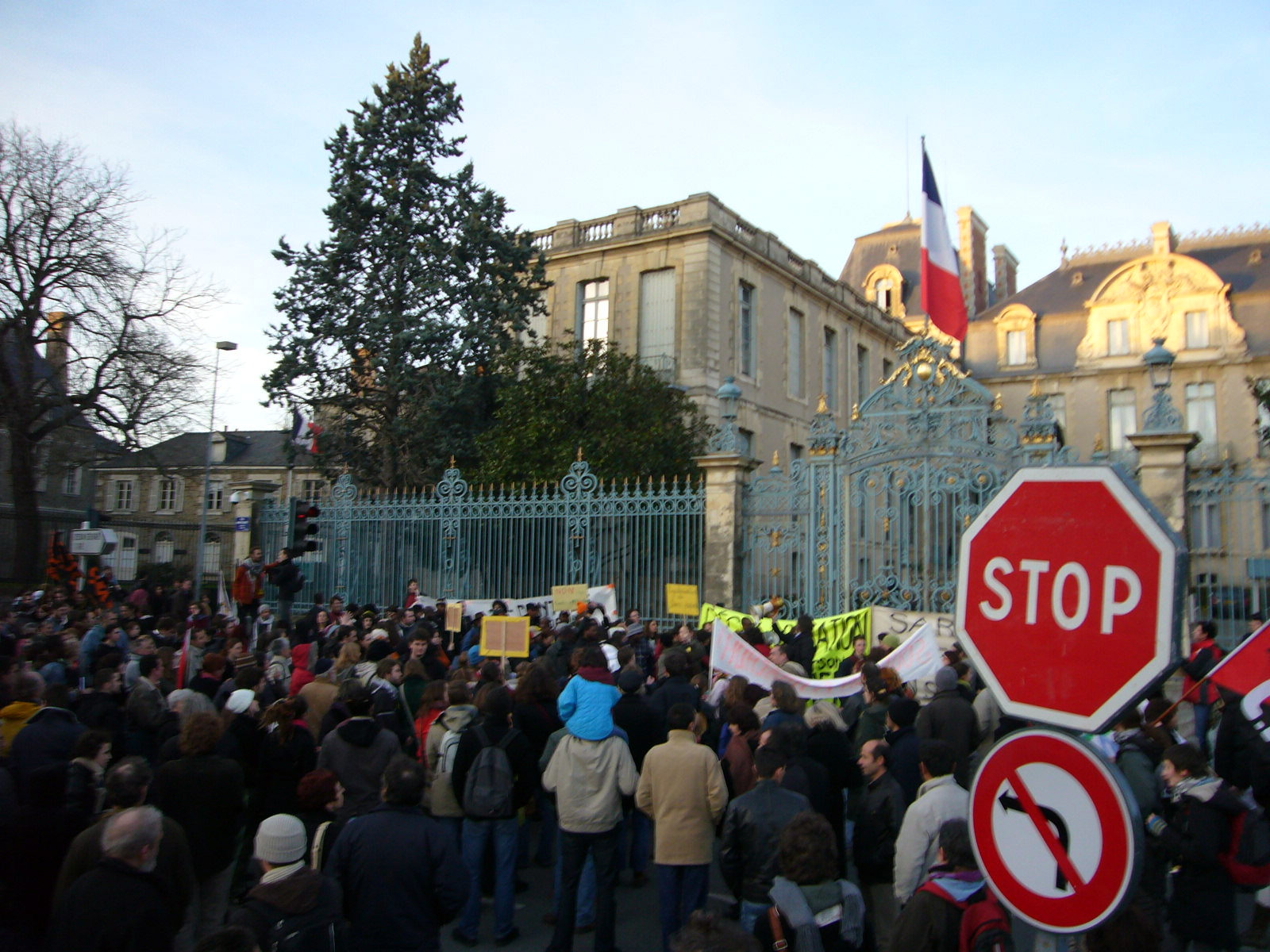
Manifestation pour la régularisation des sans papiers à la préfecture de région à Rennes, France en 2007.

Les manifestants apportent souvent des banderoles, chansons, tracts et slogans qui leur permettent d'exprimer leur point de vue aux habitants et aux médias dans une ambiance bon enfant. Cela permet dans certains cas aux organisations encadrant la manifestation de contrôler le discours audible des manifestants, et le mode d'expression de ce discours ; on observe que le sens et la forme des slogans change radicalement selon qu'il s'agit d'une manifestation « déclarée » ou « sauvage ».
Dans le cas des manifestations « sauvages » (c'est-à-dire spontanées), la portée des slogans est généralement beaucoup plus vaste (c'est « le système » entier qui est attaqué et non point telle ou telle réforme), les slogans plus courts, et plus directement agressifs : le côté festif des chants est parfois minoré.
La plupart du temps les slogans sont conçus de manière qu'ils soient facilement répétables et marquants, afin qu'ils soient assez efficaces pour transmettre un message clair et fort lors d'une manifestation. Un slogan peut incarner de nombreux messages, qui peuvent concerner la politique comme la cause sociale ou environnementale. Un de ces objectifs est d'inciter les gens a s'engager dans une cause commune. Certains slogans comme pour exemple " Pas de justice pas de paix" sont devenus emblématiques dans le contexte de manifestation et ont permis de contribuer à définir d'une certaine manière l'identité des mouvements de manifestation. Les slogans permettent de renforcer le lien entre les participants et la cause pour laquelle ils agissent, un slogan est donc un outil puissant de communication et de mobilisation.
Il faut aussi évoquer le rôle fédérateur des chants et slogans. En effet, ils permettent de replacer le mouvement dans une tradition manifestante : en lien avec l’histoire, ou avec un courant de pensée : anarchisme, communisme, etc. C'est particulièrement net dans le cas des chansons, notamment celles de la Commune de Paris ou de la Guerre d'Espagne, dont le rôle n'est pas tant d'exprimer une revendication que de concrétiser une appartenance commune à une mouvance déterminée, d'exprimer un rappel historique. En ce sens, l'envers de cette fonction d'identification est le risque d'une ségrégation des manifestants, selon leur culture politique : nombre de jeunes protestataires ne sont pas au fait de ce « folklore ».

## Revendications politiques
Dans un contexte politique, les manifestations peuvent revendiquer :
- l'amélioration des conditions de vie, souvent à l'appel des syndicats ou à l'occasion de grèves ;
- protestation contre la brutalité policière ;
- protestation contre une loi, un décret, une réforme ;
- protestation contre une fermeture d'usine ou contre des licenciements jugés abusifs ;
- protestation contre une forme de discrimination (exemples : lutte contre le racisme, le sexisme, etc) ;
- manifestation pour la paix et contre la guerre (exemple : guerre d'Irak) ;
- manifestation contre un régime politique (exemple : dictature, oligarchie, etc)

## Violence
(juin 2022).
Si vous disposez d'ouvrages ou d'articles de référence ou si vous connaissez des sites web de qualité traitant du thème abordé ici, merci de compléter l'article en donnant les références utiles à sa vérifiabilité et en les liant à la section « Notes et références ».

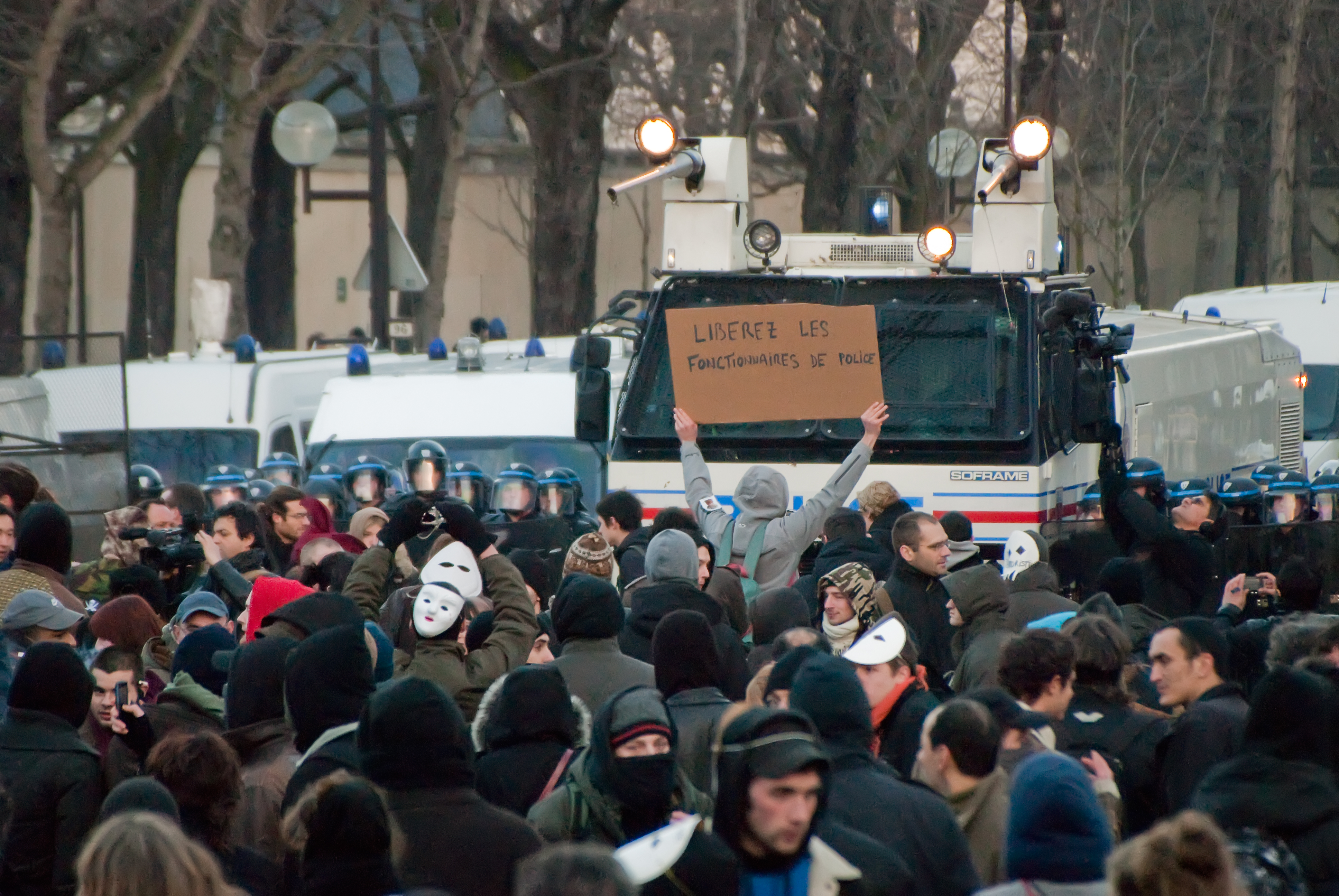
Lors de manifestations interdites, les manifestants sont souvent cagoulés.

En marge d’une petite minorité de manifestations, des scènes de violences urbaines ont parfois lieu, elles peuvent être provoquées par des manifestants, des policiers ou des personnes extérieures (que les médias appellent alors des « casseurs »). Elles ont globalement deux cibles principales : la police d'une part, et les édifices publics ou symboles marchands d'autre part.
Intervenant souvent en fin de manifestation, le moment de la dispersion est crucial. Lorsque celle-ci n'intervient pas assez rapidement, en dépit des appels des organisateurs et des forces de l'ordre elles-mêmes, ces dernières ont toute latitude d'intervenir, que ce soit à l'aide de canons à eau, en chargeant ou à l'aide de grenades lacrymogènes. Lorsque les manifestants réagissent et contre-attaquent (en lançant divers projectiles, en renvoyant les grenades lacrymogènes, etc.), la manifestation peut alors tourner à l'émeute. Il arrive également que des manifestants décident d'eux-mêmes d'attaquer la police.

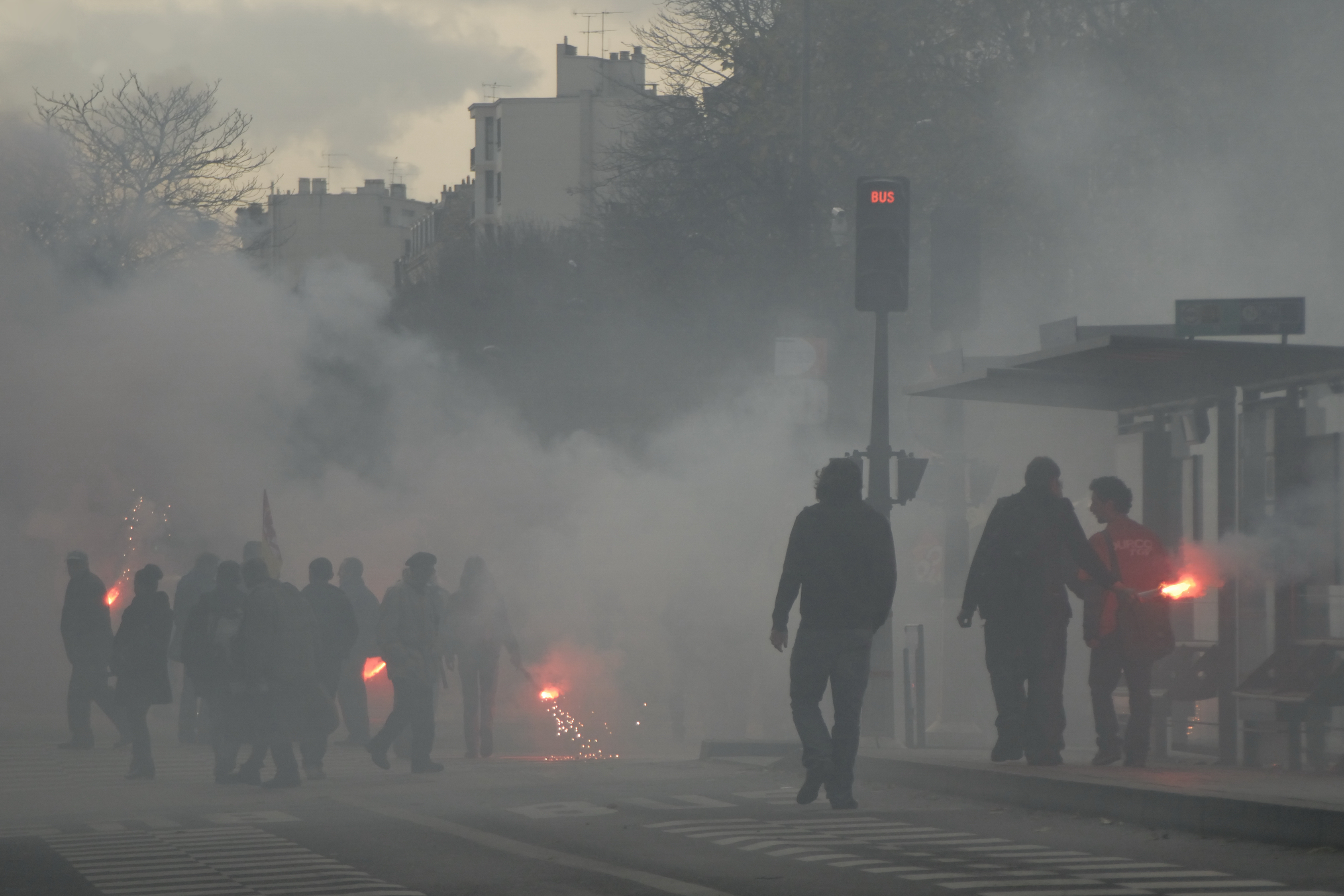
Fumées de tir de fumigènes dans une manifestation à Paris, France.

Lorsque l'affrontement direct avec la police est impossible (pour des raisons de rapport de force par exemple) ou bien que le contexte de révolte totale s'y prête, les manifestants (ou les casseurs, quoique la distinction soit malaisée à faire dans l'absolu) peuvent choisir de détruire le mobilier urbain, de renverser des voitures afin d'édifier des barricades, de briser des vitrines, etc. Il est rare que l'un et l'autre type de violences urbaines soient totalement séparés. La conclusion de ces soulèvements consiste généralement en des séries d'interpellations (facilitées par le travail des policiers en civil qui infiltrent le mouvement), de placements en garde à vue, puis de jugements et de condamnations.
Les manifestations peuvent parfois être le théâtre de violences, il est important de savoir que toutes les manifestations ne sont pas nécessairement violentes, elles découlent de certains éléments en particulier comme la présence d'individu ou de groupe qui profitent de l'évènement afin de commettre des actes de violences ainsi que du vandalisme. Seule une infime minorité accepte de peindre des slogans sur les murs ou de provoquer des dégâts matériels. Les violences lors des manifestations souligne souvent des problèmes plus profond, comme des tensions sociales ou des conflits politiques qui sont la cause de la colère des manifestants. C'est pourquoi il est important que l'État tienne un rôle de médiateur dans ce genre de situation.
Dans de nombreux pays et au cours de l'histoire moderne, de nombreuses manifestations se sont terminées dans un bain de sang à la suite d'une charge de la police et/ou parfois de l'armée.

## Manifestations historiques
- Manifestations mondiales contre la guerre en Irak (2003)
- 15 octobre 2011 : des manifestations citoyennes sont menées dans plus de 90 pays à travers le monde, dans le cadre du mouvement global des Indignés. Elles rassemblent plus de 2 millions de personnes à travers le monde.
- Grève mondiale pour le climat en 2019.

### Europe

#### Belgique
- Marche nationale de protestation pour les droits des femmes (8 mars 2019).

#### France
Selon l'historien Samuel Hayat, la manifestation du 17 mars 1848 à Paris, qui se tient en période révolutionnaire en apportant un soutien critique au Gouvernement provisoire, « constitue un événement majeur dans l'invention de la manifestation moderne, comme investissement populaire de la rue dans un rapport ambivalent de concurrence et de collaboration avec les autorités instituées. […] au-delà de la question des conditions de possibilité de la forme manifestante, celle-ci a une spécificité, qui se révèle le 17 mars de façon particulièrement claire : les manifestants prennent la rue au nom du peuple, c'est-à-dire en tant que représentés. C'est là un aspect crucial de la manifestation, qui la distingue des délégations qui se succèdent pendant toute la République de Février et qui sont dans la continuité du droit de pétition existant sous Juillet ».
- Manifestation du 15 mai 1848.
- Printemps 1907 : nombreuses manifestations pendant la révolte des vignerons du Languedoc.
- 6 février 1934 : manifestations antiparlementaires organisées par les ligues d'extrême droite à Paris : 16 morts, 2 300 blessés.
- 11 novembre 1940 : manifestation étudiante sur les Champs-Élysées à Paris contre l'occupation allemande.
- 26 août 1944 : défilé sur les Champs-Élysées après la Libération de Paris.

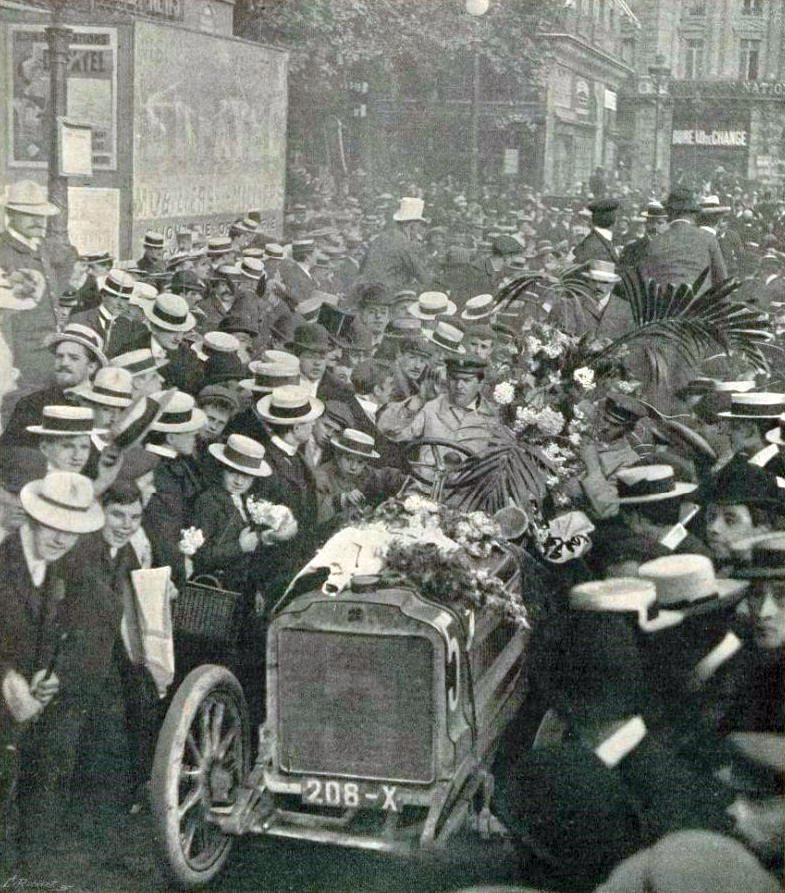
Léon Théry place de l'Opéra en juin 1904, Paris en liesse après sa victoire en Allemagne lors de la Coupe Gordon Bennett.

- 28 mai 1958 : manifestation à Paris des partis de gauche, dénonçant un risque de dérive vers un pouvoir personnel, lors de l'investiture du général de Gaulle.
- 17 octobre 1961 : manifestation pour l'indépendance de l'Algérie, violemment réprimée (nombreuses victimes[Combien ?]).
- 26 mars 1962 : manifestation pour le maintien du statu quo en Algérie, rue d'Isly, à Alger : les forces de l'ordre tirent sur les manifestants qui tentent de forcer un barrage de l'armée française, faisant officiellement 46 morts et 150 blessés.
- mai 1968 : nombreuses[Combien ?] manifestations dans le cadre du mouvement de Mai 68.
- 20 novembre 1971 : manifestation à Paris pour le droit à l'avortement.
- 24 février 1979 : manifestation à Longwy contre le plan de restructuration de la sidérurgie.
- 24 juin 1984 : manifestation à Paris pour la défense de l’école privée, contre le projet de loi d'Alain Savary (socialiste) sur l'École laïque : 1,5 million de manifestants selon les organisateurs (850 000 selon la police)[20].
- 4 décembre 1986 : pour le retrait du Projet de loi Devaquet : 1 million d'étudiants et lycéens manifestent, mort de Malik Oussekine (voir affaire Malik Oussekine).
- 24 mars 2013 : manifestation nationale « La Manif pour tous » contre le mariage et l'adoption par les couples de même sexe. Le jour même, les organisateurs annonçaient 1,4 million de participants[21], mais la police en comptait 300 000, chiffre contesté par les organisateurs dans un communiqué[22].
- 11 janvier 2015 : la « marche républicaine » est la plus grande mobilisation de l'histoire du pays, avec 3,7 millions de personnes dans les rues, dont 2,5 millions dans les régions[23].
- 17 novembre 2018 : début du mouvement des « Gilets Jaunes », mouvement social et politique.
- De nombreuses[Combien ?] manifestations ont lieu depuis l'élection d'Emmanuel Macron à la présidence de la République depuis le 24 avril 2022[24],[25].

#### Espagne
- 12 mars 2004 : Plusieurs[Combien ?] manifestations[26] dans les principales villes espagnoles ont réuni 11 400 000 personnes contre le terrorisme et en hommage aux victimes des Attentats du 11 mars 2004 à Madrid.

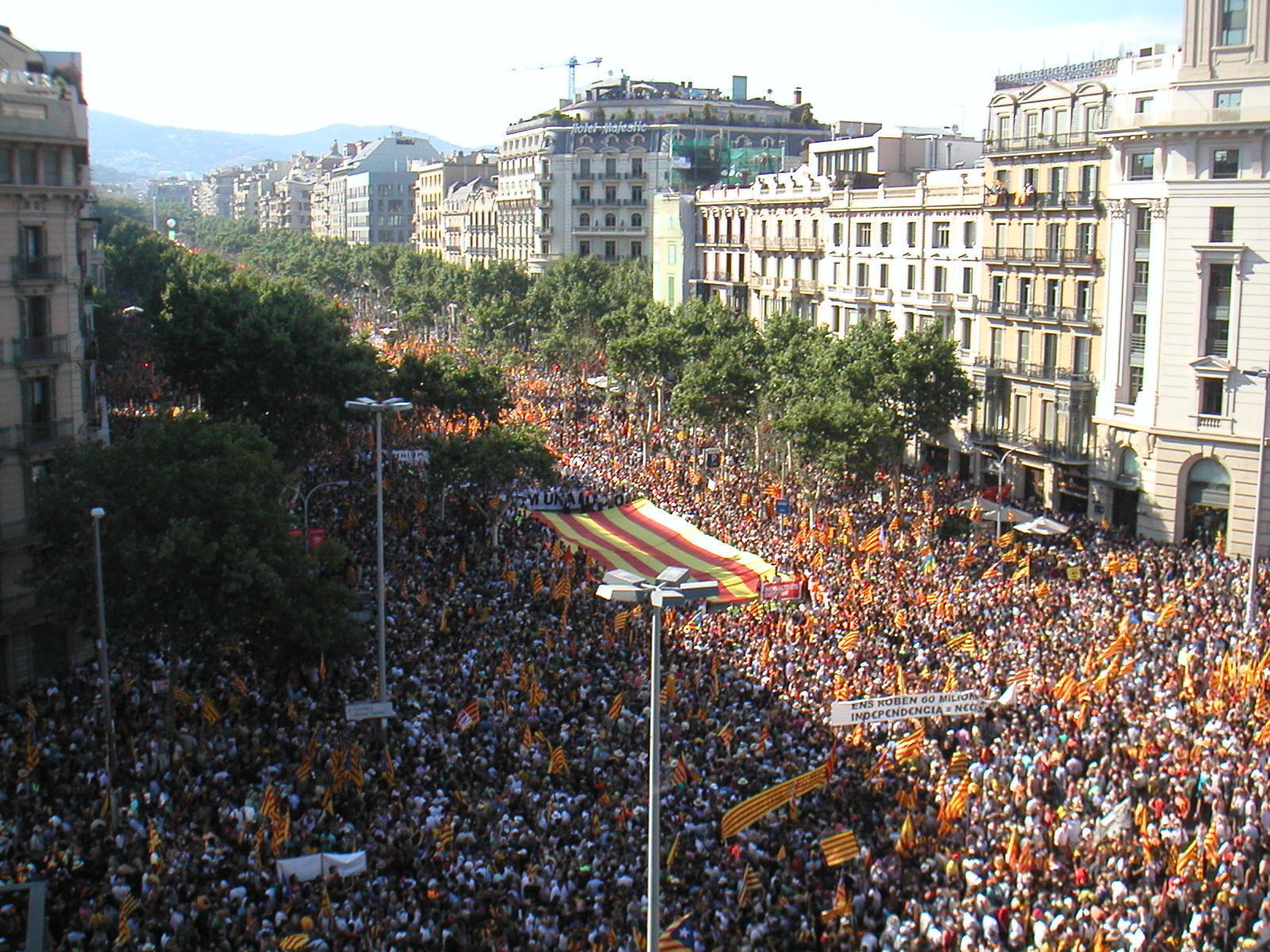
Manifestation indépendantiste du 10 juillet 2010 à Barcelone « Som una nació. Nosaltres decidim ».

- 10 juillet 2010 : La Manifestation « Som una nació. Nosaltres decidim » (en catalan Nous sommes une nation. C'est nous qui décidons.) a rassemblé plus d'un million de personnes à Barcelone pour protester contre la sentence du Tribunal constitutionnel espagnol qui avait déclaré anticonstitutionnels plusieurs articles du Statut d'autonomie de la Catalogne.
- 15 mai 2011 : La plateforme ¡Democracia Real Ya! (La vraie démocratie maintenant !) convoque une manifestation[27] sur la Puerta del Sol, à Madrid.

Cette manifestation va lancer le Mouvement des Indignés sur le modèle des Printemps arabes de 2010-2011 et va provoquer une vague de mobilisation dans toute l'Espagne.
- 11 septembre 2013 : une manifestation a réuni une chaine humaine sur 400 km où 1 600 000 personnes se sont donné la main pour unir symboliquement toute la catalogne du Nord au Sud. Cette manifestation intitulée Voie catalane vers l'indépendance (en catalan Via catalana cap a la independència) a eu lieu le 11 septembre, jour de la diada, la Fête nationale de la Catalogne. Elle était inspirée de la Voie balte, la chaîne humaine reliant Vilnius à Tallinn, via Riga pour demander l'indépendance des pays baltes le 23 août 1989.
- 11 septembre 2014 : Une manifestation a eu lieu à Barcelone dans le cadre de la diada, la Fête nationale de la Catalogne. Les manifestants réunis sur 11 km sur les deux principales avenues de Barcelone (Gran Via et la Diagonal) ont formé un immense V[28],[29],[30],[31], symbole de Voter, Volonté et Victoire. Cette manifestation a réuni plus de 1 800 000 personnes selon la Guardia urbana, la police de la ville dans une ambiance familiale, festive et pacifiste. Cette manifestation revendiquait la tenue d'un Référendum sur l'autodétermination de la Catalogne, le 9 novembre 2014, que le gouvernement de l'État espagnol considère illégal.

#### Géorgie
- Manifestations de 2023-2024 en Géorgie
- Manifestations post-électorales en Géorgie en 2024-2025

#### Serbie
- Manifestations de 2024-2025 en Serbie

#### Slovaquie
- Manifestations de 2025 en Slovaquie

#### Suisse

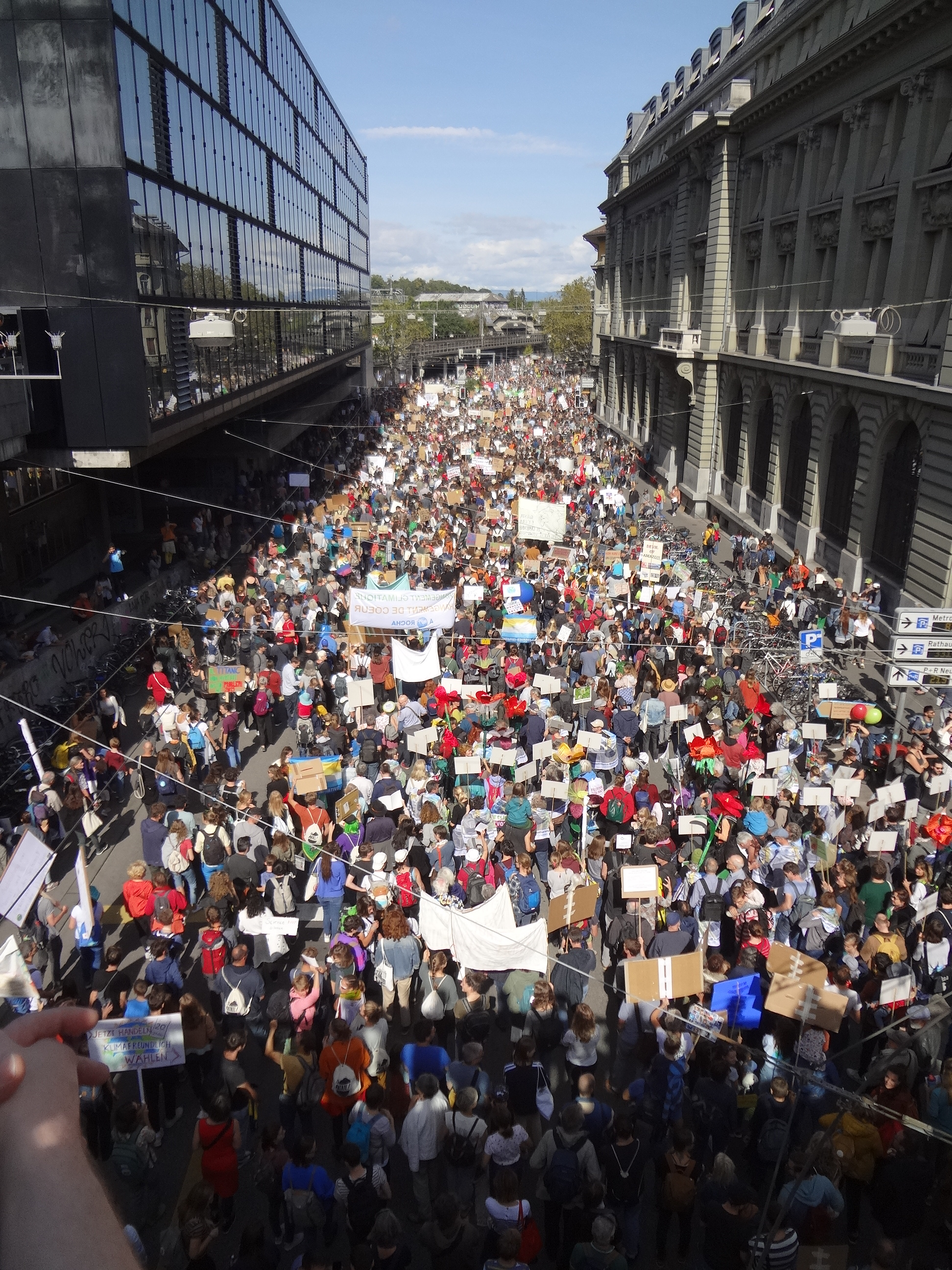
Le 28 septembre 2019, grande marche pour le climat à Berne.

Le 28 septembre 2019, près de 100 000 personnes se sont rassemblées à Berne pour la manifestation nationale « Climat de changement ». La foule était si nombreuse qu'une partie seulement a pu accéder à la place Fédérale. Selon l'historien Josef Lang, il s'agit de la plus importante mobilisation populaire en Suisse depuis 1873.

### Amériques

#### Québec
(juin 2022).
- Février 2003 : Une manifestation contre le déclenchement de la guerre en Irak rassemble 150 000 personnes à Montréal[34].
- Mars 2005 : Plusieurs manifestations à travers le Québec dans le cadre de la grève étudiante. Ces manifestations regroupent des étudiants du CÉGEP et de l'université en faveur de la gratuité scolaire en général, mais surtout pour le retrait du projet de loi du gouvernement libéral visant à transférer 103 millions de dollars de bourses en prêts. Les manifestations culminent vers la fin du mois de mars avec une manifestation réunissant 200 000 personnes dans les rues de Montréal.
- Mars 2012 : Manifestation qui a eu lieu à Montréal dans le cadre de la grève étudiante contre la hausse des frais de scolarité au Québec. Cette manifestation s'est passée dans le calme. Elle a réuni au maximum 200 000 étudiant(e)s et citoyen(ne)s. Cette grève est également appelée « Printemps érable » en référence au Printemps arabe.
- 22 avril 2012 : Une importante manifestation a eu lieu à Montréal dans le cadre de la grève étudiante contre la hausse des frais de scolarité au Québec. Cette manifestation s'est passée dans le calme. Elle a réuni plus de 300 000 personne. L'occasion de cette manifestation se tient également à l'occasion du Jour de la Terre.
- 27 septembre 2019 : Dans le mouvement mondial pour le climat qui fait sortir des millions de manifestants sur la planète, 500 000 personnes étaient dans les rues de Montréal.
- Des manifestations ont eu lieu à la suite du Convoi de la liberté en février 2022, par ailleurs très contestées[35]. Des motards ont eux aussi manifesté en avril[36], manifestations non autorisées par le gouvernement canadien dans certaines zones centrales[37],[38]. Les manifestations précédentes donnent lieu à des poursuites judiciaires contre leurs auteurs[39]. Les manifestations des camionneurs ont recommencé le 9 mai 2022[40].